# Retama
Retama es un género de arbustos con siete especies perteneciente a la subfamilia Faboideae de la familia Fabaceae. Está estrechamente relacionada con los géneros Chamaecytisus, Cytisus y Genista con los que comparte características similares de alta densidad, delgados tallos verdes y muy pequeñas hojas.
Las especies presentes en la península ibérica son R. monosperma y R. sphaerocarpa.

## Taxonomía
El género fue descrito por Constantine Samuel Rafinesque y publicado en Sylva Telluriana 22. 1838.
Etimología
Retama: nombre genérico que deriva de Retáma, -ae f. – del árabe andalusí ratama (ár. culto ratam); castellano: retama f. = nombre de no pocas genísteas, como las retamas propiamente dichas –Retama monosperma (L.) Boiss., R. sphaerocarpa (L.) Boiss. y R. raetam (Forssk.) Webb– y especies varias de los géneros Cytisus L., Genista L. y Spartium L.

## Especies[4]
- Retama dasycarpa Coss.
- Retama monosperma (L.) Boiss.
- Retama raetam (Forssk.) Webb
- Retama sphaerocarpa (L.) Boiss.